# Wargame: Red Dragon
 (février 2014).
Si vous disposez d'ouvrages ou d'articles de référence ou si vous connaissez des sites web de qualité traitant du thème abordé ici, merci de compléter l'article en donnant les références utiles à sa vérifiabilité et en les liant à la section « Notes et références ».
Wargame: Red Dragon est un jeu vidéo de stratégie en temps réel développé par Eugen Systems et publié par Focus Interactive. C'est la suite des jeux vidéo Wargame: European Escalation et Wargame: AirLand Battle. L'action se passe en Asie dans les années 80-90. Le jeu est sorti en bêta le 17 avril 2014. Le jeu comprend 5 nouvelles nations venant s'ajouter aux 12 précédentes pour un total de 17 nations jouables, ces nouvelles nations sont l'ANZAC (Australian and New-Zealand Army Corps), le Japon et la Corée du Sud pour les BLUFOR et la République populaire de Chine ainsi que la Corée du Nord pour les REDFOR. Le jeu comprend 1457 unités plus 84 nouvelles unités grâce au premier contenu téléchargeable : « The Millionth Mile » portant le nombre d'unités à 1541. À la suite de plusieurs DLC notamment l'ajout des Pays-Bas dans une nouvelle alliance avec la RFA, le nombre d'unités est à 1700.

## Campagnes
1987 - Poche de Busan
En 1987, le président sud-coréen, Chun Doo-hwan, à la fin de son mandat de présidence décide de choisir son successeur alors que le peuple s’attend à un processus démocratique. Tandis que des émeutes éclatent un peu partout en Corée du Sud, la Corée du Nord décide d'envoyer des agents pour augmenter le désordre. Les unités américaines sont cantonnées dans leurs quartiers. C'est dans ce contexte que la Corée du Nord décide lancer la « guerre de réunification ».
1979 - Ours vs Dragon
Alors que la Chine attaque le Vietnam et que la tension monte avec l'URSS, cette dernière décide de masser des troupes à la frontière chinoise. Craignant une invasion soviétique, la Chine décide d'attaquer préventivement l'URSS.
1984 - Perle de l'Orient
Alors que Margaret Thatcher vient de sortir gagnante de la guerre des Malouines et est au maximum de sa puissance, la Chine réclame les territoires Britanniques à Hong Kong; mais comme Margaret Thatcher décide de ne pas fléchir, la Chine déclare pouvoir reprendre Hong Kong avant l’après-midi. Après le renforcement de leurs forces, les Britanniques sont attaqués par la Chine.
1984 - Gravissez le mont Narodnaïa
Depuis que l'URSS occupe les îles Kouriles les relations entre cette dernière et le Japon sont au plus bas; en outre, un exercice nippo-américain se déroule près de Vladivostok. L'URSS, pensant à une menace, envoie le message : « Gravissez le mont Narodnaïa » à ses troupes, signal pour lancer l'invasion du Japon.
1992 - Second Korean War
Quand l'Allemagne se réunifie et que l'URSS menace de tomber, un coup d'État renverse Gorbatchev et le nouveau gouvernement décide de se rapprocher des derniers alliés communistes : la Chine et la Corée du Nord. En livrant des armes modernes à ces deux pays, elle attire l'OTAN dans le Pacifique. L'USS Enterprise est envoyé patrouiller en Corée quand une explosion d'origine inconnue le frappe.

### Factions
BLUFOR
- États-Unis
- France
- Royaume-Uni
- République fédérale d'Allemagne (RFA)
- Danemark
- Suède
- Norvège
- Canada
- Japon
- Corée du Sud
- ANZAC (Australian and New-Zealand Army Corps)
- Pays bas
- Israël
- Afrique du Sud

REDFOR
- Union des républiques socialistes soviétiques (U.R.S.S.)
- République démocratique allemande (RDA)
- Pologne
- Tchécoslovaquie
- République populaire de Chine
- Corée du Nord
- Finlande
- Yougoslavie

## Contenus téléchargeables
The Millionth Mile
Le premier contenu téléchargeable gratuit de Wargame: Red Dragon est sorti le 24 juillet 2014 et concerne principalement les nations du Pacte de Varsovie autre que l'URSS, c'est-à-dire la Pologne, la Tchécoslovaquie et la République Démocratique allemande. Ce DLC gratuit a pour objectif de « mettre à jour » ces nations en apportant leurs matériels et équipements des années 1990, en effet ces nations sont restés contrairement aux autres nations (les nations Scandinaves mises à part) avec leurs unités des précédents Wargame et n'ont reçu aucune nouvelle unité dans Wargame: Red Dragon. Ce DLC remédie à cela en ajoutant 60 nouvelles unités à ces nations. Ce DLC ajoute également une nouvelle classe d'unité, des camions lanceurs de missiles anti-navires au nombre de 3 par faction.
Second Korean War
Le second contenu téléchargeable gratuit de Wargame: Red Dragon est sorti le 2 septembre 2014 et donne 12 nouvelles unités. Il ajoute aussi la campagne Second Korean War qui a lieu en 1992.
Norse Dragons
Le troisième contenu téléchargeable gratuit de Wargame: Red Dragon est sorti le 10 février 2015 et rajoute le Danemark, la Suède et la Norvège avec au total 60 unités en plus.
Nation PackNetherlands
Le premier contenu téléchargeable payant de Wargame: Red Dragon est sorti le 20 mai 2016 . Ce DLC rajoute l'armée néerlandaise (et sa coopération avec l'Allemagne de l'Ouest) forte de 80 nouvelles unités qui composent un corps de marine ainsi que les forces spéciales néerlandaises (KTC).
Nation Pack Israël 
Le second contenue téléchargeable payant de Wargame: Red Dragon est sorti le 4 octobre 2016. Ce DLC rajoute l'armée israélienne forte de 96 nouvelles unités qui comporte une infanterie solide, combiné à des moyens antichars puissants.
Double Nation Pack Red 
Le troisième contenu téléchargeable payant de Wargame: Red Dragon est sorti le 1er décembre 2016. Ce DLC rajoute deux nations, la Finlande et la Yougoslavie. Ce DLC rajoute 180 unités inédites du côté du Pacte de Varsovie. La Finlande possède une coalition avec la Pologne et la Yougoslavie partage la sienne avec la Tchècoslovaquie.

## Accueil
- IGN : 7,6/10[9]
- Jeuxvideo.com : 15/20[10]